# Optima

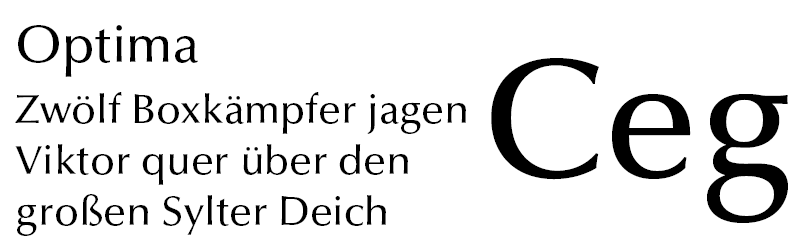
Typsnittet Optima

Optima är ett typsnitt (teckensnitt) skapat 1958 av Hermann Zapf, med drag av både sans-serif- och serif-stil. Typsnittet, som bland annat ingår i Adobe Systems font-kollektion, används flitigt i både böcker och i logotyper.
Det gavs 2002 ut av Linotype i en utökad och något ändrad version, med bland annat "riktiga" kursiver och kapitäler. Den nya versionen, som togs fram av Hermann Zapf och den japanske typografen Akira Kobayashi, fick namnet Optima Nova.